# 孔雅琪
孔雅琪（2008年1月24日—），浙江宁波人，中国大陸女子游泳运动员，主攻中长距离自由泳，曾联同队友在2024年夏季奥林匹克运动会上获得女子4×200米自由泳接力铜牌。